# Sophie Mereau
Sophie Friederike Mereau (de soltera: Sophie Schubart;  Altenburg, 27 de marzo de 1770 – Heidelberg, 31 de octubre de 1806) escritora romántica alemana.
Empezó a granjearse cierta notoriedad en 1791 al publicar sus escritos en la revista literaria Thalia de Friedrich von Schiller, gracias a lo cual pudo interactuar con muchos poetas de su época  (Schiller, Schlegel, Goethe...) Se casó en 1793 con el profesor de derecho Friedrich Karl Mereau con quien tuvo un hijo. Pero este matrimonio acabó en divorcio en 1801. Se volvió a casar en 1803 con el poeta Clemens Brentano y murió tres años más tarde dando a luz.

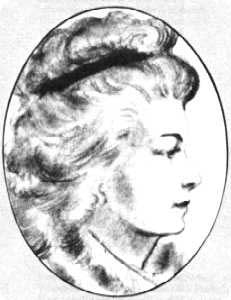
Sophie Mereau

## Obra
- 1794 - Das Blüthenalter der Empfindung
- 1798 - Marie
- 1800 - Elise
- 1803 - Amanda und Eduard
- 1806 - Flucht nach der Hauptstadt